# Saison 2 d'Esprits criminels : Unité sans frontières
Chronologie
Saison 1
Cet article présente les treize épisodes de la deuxième saison de la série télévisée américaine Esprits criminels : Unité sans frontières (Criminal Minds: Beyond Borders).

## Synopsis
Une unité internationale du FBI est chargée d'aider et de résoudre des crimes impliquant des citoyens américains dans les pays étrangers.

## Distribution

### Acteurs principaux
- Gary Sinise (VF : Bernard Gabay) : agent spécial superviseur Jack Garrett, chef de l'Unité Internationale
- Alana de la Garza (VF : Chantal Baroin) : agent spécial superviseur Clara Seger
- Daniel Henney (VF : Anatole de Bodinat) : agent des opérations spéciales Matthew « Matt » Simmons
- Tyler James Williams (VF : Pierre Casanova) : Russ « Monty » Montgomery, analyste technique
- Annie Funke (en) (VF : Olivia Luccioni) : Dr Mae Jarvis, médecin légiste

### Invités
- Kirsten Vangsness (VF : Laëtitia Lefebvre) : Penelope Garcia, analyste technique du Département des Sciences du Comportement (épisode 1)
- Joe Mantegna (VF : Hervé Jolly) : agent spécial David Rossi (épisode 2)
- Aida Turturro : Carmela Tafani (épisode 2)
- Paul Sorvino : Dominic Scarpa (épisode 2)
- Sandra Echeverria : Paola (épisode 3)
- Rob Benedict : David Curry [2] (épisode 5)
- Richard Speight Jr. : Robbie Garcia[2] (épisode 5)
- Erin Karpluk : Diane Curry (épisode 5)
- Osric Chau : Gui [2] (épisode 6)
- Tzi Ma : Inspecteur Cheong (épisode 6)
- Toni Trucks : Kathy Hill (épisode 6)
- Gwendoline Yeo : Lin Huang (épisode 6)
- Matt Cohen : Ryan Garrett, le fils de Jack[2] (épisodes 7 et 8, 13)
- Sofia Vassilieva : Roxy Bental (épisode 7)
- Esai Morales : Shérif Matteo Cruz (épisode 7)
- Sophia Santi : Camilla Grandano (épisode 7)
- Sherry Stringfield (VF : Emmanuèle Bondeville) : Karen Garrett, la femme de Jack (épisodes 1,8 et 13)
- Sofia Milos : Sergent Alexandria Balaban (épisode 8)
- Jim Beaver : Deputy Director Walter Atwood[3] (épisode 9)
- Kim Rhodes (VF : Brigitte Aubry) : la directrice adjointe Linda Barnes[3] (épisode 9)
- Paget Brewster (VF : Marie Zidi) : agent spécial Emily Prentiss (épisode 10)
- Russell Wong : Inspecteur Jin Taan (épisode 10)
- Charisma Carpenter (VF : Malvina Germain) : Dani Gates[4] (épisode 12)
- William Forsythe (VF : Philippe Vincent) : Oleg Antakov / "le boucher de Riga" (épisode 13)
- Jeremy Ratchford : Boris Poshakov (épisode 13)
- Anya Monzikova : Général Major Galina Glazunova (épisode 13)

## Liste des épisodes

### Épisode 1:Le Prophète
- États-Unis /  Canada : 8 mars 2017 sur CBS[5] / CTV
- Suisse : 26 novembre 2017 sur RTS Un
- Belgique  : 2 janvier 2018 sur RTL-TVI
- France : 1er février 2018 sur M6

- États-Unis : 5,35 millions de téléspectateurs[6] (première diffusion)

- Kirsten Vangsness (Pénélope Garcia)
- Tarnue Massaquoi (Tumo Makani)
- Mason McNulty (Nicholas Moore)
- Erica Piccininni (Rebecca Moore)
- Adetokumboh M'Cormack (Gervas)
- Steve Kazee (Elijah Ward)
- James Thomas Gilbert (Jacob Ross)
- Sherry Stringfield (Karen Garrett)
- Matt Cohen (Ryan Garrett)
- Andrew Fox (RJ Garrett)
- Jayden Bartels (Emma Garrett)
- Marc Marosi (Father Barton)
- Kelly Frye (Kristy Simmons)
- Ezra Dewey (Jake Simmons)
- Declan Whaley (David Simmons)
- Afemo Omilami (Inspector Polino)
- Emmanuel Jean-Joseph (Rebel Guard)
- Lawrence Adimora (Dacaad Kaar)
- Elizabeth Leiner (Sarah Ross)
- Stephen L. Sullivan (John)

- D'introduction : « Petit à petit, un peu devient beaucoup » d'un proverbe tanzanien.

### Épisode 2:Le Réveil du monstre
- États-Unis /  Canada : 15 mars 2017 sur CBS / CTV
- Suisse : 26 novembre 2017 sur RTS Un
- Belgique  : 2 janvier 2018 sur RTL-TVI
- France : 1er février 2018 sur M6

- États-Unis : 5,37 millions de téléspectateurs[7] (première diffusion)
- Canada : 1,058 million de téléspectateurs[8] (première diffusion + différé 7 jours)

- Joe Mantegna (David Rossi)
- Vincent Spano (Commissario Galterio Conte)
- Aida Turturro (Carmela Tafani)
- Paul Sorvino (Dr Dominico Scarpa)
- Gianluca Malacrino (Onario Alighieri)
- Gianfranco Terrin (Assistente M.L. Marco Betti)
- Virginia Tucker (Gina Price)
- June Schreiner (Allison Price)
- Raymond Cham (Peyton Moss)
- David McCusker (Rory Poole)
- Ceri Bethan (Diane Roberts)
- Mike Maolucci (Carabiniere)
- Nadia Lanfranconi (Lia)

- D'introduction : « Au milieu du chemin de notre vie, je suis retrouver par une forêt obscure car la voie droite était perdue » de Dante Alighieri.

### Épisode 3:Le Souffle du diable
- Canada : 21 mars 2017 sur CTV
- États-Unis : 22 mars 2017 sur CBS
- Suisse : 3 décembre 2017 sur RTS Un
- Belgique : 9 janvier 2018 sur RTL-TVI
- France : 8 février 2018 sur M6

- États-Unis : 4,78 millions de téléspectateurs[9] (première diffusion)
- Canada : 979 000 téléspectateurs[10] (première diffusion + différé 7 jours)

- Hector Luis Bustamante (Detective Benavides)
- Karina Arroyave (Rosa Fernandez / Gabriella Munoz)
- Sandra Echeverria (Paola)
- Joshua Snyder (Drew Daface)
- Andrew Thacher (Bob Cosgrove)
- Daniel Faraldo (it) (Coroner Falcao)
- Andrea Londo (Canela)
- Juliocesar Chavez (Romeo / Kid Musician)
- Andre Manuel Suarez (Bagger)
- Anthony Gonzalez (Polaroid / Street Kid #1)
- Emma Loewen (Papaya / Street Kid #2)
- Lia Chapman (Ramona Ynez)
- Marco Antonio Martinez (Smooth Talker)

- D'introduction : « La pauvreté ne détruit pas la vertu et la richesse ne rend pas vertueux » d'un proverbe colombien.

### Épisode 4:Aussi belle que moi
- Canada : 28 mars 2017 sur CTV
- États-Unis : 29 mars 2017 sur CBS
- Suisse : 10 décembre 2017 sur RTS Un
- Belgique : 9 janvier 2018 sur RTL-TVI
- France : 8 février 2018 sur M6

- États-Unis : 4,97 millions de téléspectateurs[11] (première diffusion)

- Kelly Frye (Kristy Simmons)
- James Kyson (Joon-Ho Kim)
- Jennie Baek (Su-bin Yoo)
- Eddie Shin (Geonwoo Lee)
- Taylor Black (Lauren Barrett)
- Ian Bratschie (Grayson Faber)
- Briana White (Jessica Townsend)
- June Kyoko Lu (In-Sook Jong)
- Andrew Yun (Choon-Hoon)
- Michael Rhys Kan (Older Korean Man)
- Christina Lee (Kirean News Anchor)
- Leo Seo (ND Cop)
- Jake Choi (Booker)
- Britt Bowman (Elsa Byquist)

- D'introduction : « La pierre ne peut se polir sans friction, l'homme ne peut se parfaire sans épreuves » d'un proverbe coréen.

### Épisode 5:Les Travailleurs de l'ombre
- Canada : 4 avril 2017 sur CTV
- États-Unis : 5 avril 2017 sur CBS
- Suisse : 17 décembre 2017 sur RTS Un
- Belgique : 16 janvier 2018 sur RTL-TVI
- France : 8 février 2018 sur M6

- États-Unis : 4,61 millions de téléspectateurs[12] (première diffusion)

- Simon Kassianides (Jeffrey Kahn)
- Rajan Velu (Constable Hoque)
- Jeremiah Caleb (Unsub)
- Rob Benedict (David Curry)
- Richard Speight Jr. (Robbie Garcia)
- Erin Karpluk (Diane Curry)
- Dhruv Bali (Haamid Khalil)
- Priyom Haider (Uday Zaman)
- Nikki Flux (Bartender)
- Koushik Chattopadhyay (Jamal Muti)
- Shaan Dasani (Aziz Ahmed)
- Bernhard Forcher (Niklas Poulsen)

- D'introduction : « La petite vérité se dit par des mots, la grande vérité se dit par le silence » de Rabindranath Tagore.

### Épisode 6:Trafic
- États-Unis /  Canada : 12 avril 2017 sur CBS / CTV
- Suisse : 11 janvier 2017 sur RTS Un
- Belgique : 16 janvier 2018 sur RTL-TVI
- France : 15 février 2018 sur M6

- États-Unis : 5,74 millions de téléspectateurs[13] (première diffusion)
- Canada : 1,266 million de téléspectateurs[14] (première diffusion + différé 7 jours)

- Tzi Ma (Inspector Cheong)
- Toni Trucks (Kathy Hall)
- Janna Bossier (Jane Wicks)
- Hank Chen (Dave McHenry)
- Corie Vickers (Lisa Carter)
- Michael Albala (Edward Carter)
- Brandon Barash (Scott Davis)
- Wade F. Wilson (Will Hall)
- Gwendoline Yeo (Lin Huang)
- Osric Chau (Gui)
- Peter Jang (Feng Lim)

- D'introduction : « Là où il y a des océans, il y a des pirates » d'un proverbe singapourien.

### Épisode 7:La Santa Muerte
- États-Unis /  Canada : 12 avril 2017 sur CBS / CTV
- Suisse : 18 janvier 2018 sur RTS Un
- Belgique : 23 janvier 2018 sur RTL-TVI
- France : 15 février 2018 sur M6

- États-Unis : 4,72 millions de téléspectateurs[13] (première diffusion)

- Matt Cohen (Ryan Garrett / aka Cole Dabb)
- Arturo Del Puerto (Officer Roberto Calderon)
- Rebeka Montoya (Ana Sofia)
- Kin Santiago (Arturo)
- Sofia Vassilieva (Roxy Bental)
- Daniel Rashid (Lee Kern)
- Luis Moncada (Hector Pedroza)
- Esai Morales (Section Chief Mateo Cruz)
- Sophia Santi (Medical Examiner Camila Granado)
- Liza Fernandez (Alma Gonzalez)
- Ydaiber Orozco (Teresa Gonzalez)
- John Romano (Robert Miller)

- D'introduction : « Ils ont essayé de nous enterrer, ils ne savaient pas que nous étions des graines » d'un proverbe mexicain.

### Épisode 8:L'Ultime Combat
- États-Unis /  Canada : 19 avril 2017 sur CBS / CTV
- Suisse : 25 janvier 2018 sur RTS Un
- Belgique : 23 janvier 2018 sur RTL-TVI
- France : 15 février 2018 sur M6

- États-Unis : 4,74 millions de téléspectateurs[15] (première diffusion)
- Canada : 923 000 téléspectateurs[16] (première diffusion + différé 7 jours)

- Matt Cohen (Ryan Garrett)
- Sherry Stringfield (Karen Garrett)
- Sofia Milos (Sergeant Alexandria Balaban)
- Socrates Alafouzos (Giannis Petrou)
- Anthony Skordi (Elias Stavros)
- Leo Georgallis (Leo Stavros)
- James O'Halloran (Collin Marks)
- Mike Dopud (Nazmi Dushku)
- Greg Berney (Paul Stavros)
- Andy Demetrio (Josef Gashi)

- D'introduction : « Il n'est pas juste de retourner une blessure où de faire mal à tout homme même si on a souffert a cause de lui » de Socrate.

### Épisode 9:Échec au fou
- Canada : 25 avril 2017 sur CTV
- États-Unis : 26 avril 2017 sur CBS
- Belgique :  30 janvier 2018 sur RTL-TVI
- France : 22 février 2018 sur M6

- États-Unis : 4,56 millions de téléspectateurs[17] (première diffusion)
- Canada : 961 000 téléspectateurs[18] (première diffusion + différé 7 jours)

- Jim Beaver (Deputy Director Walter Atwood)
- Kim Rhodes (Assistant Director Linda Barnes)
- John Farmanesh-Bocca (Captain Basir Rifai)
- Jaimi Paige (Amelia Delgado)
- Julian Acosta (Edward Delgado)

- D'introduction : « Trois personnes peuvent garder un secret si deux d'entre elles sont mortes » de Benjamin Franklin.

### Épisode 10:Le Tueur à l'orchidée
- Canada : 2 mai 2017 sur CTV
- États-Unis : 3 mai 2017 sur CBS
- Belgique :  30 janvier 2018 sur RTL-TVI
- France : 15 février 2018 sur M6

- États-Unis : 5 millions de téléspectateurs[19] (première diffusion)

- Paget Brewster (Emily Prentiss)
- Russell Wong (Inspector Jin Taan)
- Ivan Shaw (Tom Wu / aka Michael Huang)
- Elizabeth Sung (Helen Chou)
- Sheena Chou (Sara Yee)
- Diane Yang Kirk (Yian Chen)
- Cici Lau (Mrs. Lin)
- Irene Yee (Yu-Ting Meng)

- D'introduction : « Seme le bien, tu récoltera le bien, sème le mal, tu récoltera le mal » d'un proverbe taiwanais.

### Épisode 11:Un pied dans la tombe
- Canada : 9 mai 2017 sur CTV
- États-Unis : 10 mai 2017 sur CBS
- Belgique : 6 février 2018 sur RTL-TVI
- France : 22 février 2018 sur M6

- États-Unis : 4,85 millions de téléspectateurs[20] (première diffusion)

- Patrick Cage II (Zion Andrews / aka John Doe)
- Peter Macon (Deputy Superintendent Banner McDaniels)
- Michael Cory Davis (Inspector Jonario Shaw)
- Brian D. Mason (Damian Andrews)
- Japheth Gordon (Winston Barlow)
- Clyde Goins (Bob Woodson)
- Shakira Ja'nai Paye (Abigail)
- Mike Gray (Malcolm Williams)
- Hawthorne James (Jimmy)
- Ray Dennis (Kyle Stephens)
- Katie Amess (Sandy Weeks)
- Jaida-Iman Benjamin (Tisha Bailey)

- D'introduction : « Pour manger avec le Diable, mieux vaut avoir une longue cuillère » d'un proverbe jamaïcain.

### Épisode 12:Abominable
- Canada : 16 mai 2017 sur CTV
- États-Unis : 17 mai 2017 sur CBS[21]
- Belgique : 6 février 2018 sur RTL-TVI
- France : 22 février 2018 sur M6

- États-Unis : 4,87 millions de téléspectateurs[22] (première diffusion)
- Canada : 841 000 téléspectateurs[23] (première diffusion + différé 7 jours)

- Charisma Carpenter (Dani Gates)
- Ashley Platz (Meegan Whitney)
- Bernard White (Senani Aadi Thakur)
- Jon Jon Briones (Lama Vajra)
- Aditya Lohia (Dawa)
- Ole Olofson (Yogi Pemba)
- Shalin Agarwal (M.E. Ram Thanka)
- Jeremiah O'Brian (Ian Wilson)

- D'introduction : « Il n'y a que deux erreurs a ne pas commettre sur la voie de la vérité, ne pas la prendre et ne pas aller au bout du chemin » d'un proverbe bouddhiste.

### Épisode 13:Le Boucher de Riga
- États-Unis /  Canada : 17 mai 2017 sur CBS[21] / CTV
- Belgique : 6 février 2018 sur RTL-TVI
- France : 22 février 2018 sur M6

- États-Unis : 4,16 millions de téléspectateurs[22] (première diffusion)

- Sherry Stringfield (Karen Garrett)
- Matt Cohen (Ryan Garrett)
- Andrew Lander (Jack Garrett Jr.)
- Nora Garrett (Millie Garrett)
- Britt Baron (Josie Garrett)
- Andrew Fox (R.J. Garrett)
- Jayden Bartels (Emma Garrett)
- Kelly Frye (Kristy Simmons)
- Ezra Dewey (Jake Simmons)
- Declan Whaley (David Simmons)
- Kim Rhodes (Assistant Director Linda Barnes)
- Jeremy Ratchford (Boris Poshakov)
- William Forsythe (Oleg Antakov)
- Anya Monzikova (Major General Galina Glazunova)
- Sergey Nagorny (Ivan Kozar / aka FBI Driver, Voice)
- Melanie Neilan (Felicia Pope)
- Kathy Christopherson (Lisa Pope)
- Sasha Neboga (Samantha Mironova)
- Anthony Nikolchev (Dado)
- Josephone Glass (Dancer #1)
- George Winters (FSB Chaperone)

- D'introduction : « Si vous avez peur des loups, n'approchez pas de la forêt » d'un proverbe russe.